# Cyndi Lauper
Cindy Lauper (rojena kot Cynthia Ann Stephanie Lauper), ameriška pop pevka,  * 22. junij 1953, Queens, New York. 
Cindy Lauper je pop zvezda 80-tih let. S pesmijo "Girls Just Want To Have Fun" se je zavihtela na vse glasbene lestvice po vsem svetu. 
Bila je dobitnica glasbene nagrade Grammy za najboljši album leta 1983.

## Diskografija

### Albumi
- Blue Angel (1980., z bendom Blue Angel)
- She's So Unusual (1984.)
- True Colors (1986.)
- A Night to Remember (1989.)
- Hat Full of Stars (1993.)
- Twelve Deadly Cyns...and Then Some (1994.)
- Sisters of Avalon (1996.)
- Merry Christmas...Have a Nice Life (1998.)
- The Essential Cyndi Lauper (2003.)
- At Last (2003.)
- The Body Acoustic (2005)
- Bring Ya To The Brink (2008)

### Singli
- The Best Remixes (1989.)
- Wanna Have Fun (1998.)
- Shine E.P. (2002.)
- Shine Remixes (2003.)
- Hey Now! (Remixes and Rarities) (2005.)

## Filmi
- 1985. "Goonies"
- 1988. "Vibes"
- 1991. "Off and Running"
- 1993. "Življenje s Mikyjem"
- 1994. "Gospa Parker in začaran krog"
- 1999. "Oportunisti"
- 2005. "The Naked Brothers Band"